# Амвросий (Микадзе)
Митрополи́т Амвро́сий (груз. მიტროპოლიტი ამბროსი, в миру Заха́рий Мика́дзе, груз. ზაქარია მიქაძე; 1728, Тифлис — 1812, Тифлис) — епископ Грузинской, а с 1811 года — Русской православной церкви, митрополит Некресский. Грузинский церковный деятель, проповедник и поэт

## Биография
Происходил из картлийской ветви мегрельского княжеского рода Микадзе. Сведения о его жизни и творчестве чрезвычайно скудны и содержатся в рукописях XVIII—XIX вв. и документах того времени. Известно, что отец Амбросия был старшим протоиереем Тбилисского Сиони в 1718—1746 годах. По сведениям М. Джанашвили, его учителями были известные архиереи и писатели, Католикосы-Патриархи Восточной Грузии: Виссарион (Бараташвили-Орбелишвили) и Николай X (Херхеулидзе). В 1777 году Амбросий, будучи уже в сане иерея, принял постриг.
9 апреля 1778 года был рукоположён во епископа Цилканского. В течение 14 лет в тяжелейших условиях (частые нашествия лезгин, наличие сильной языческой традиции и т. д.) Амвросий вел проповедь христианства среди местного населения в горной части Восточной Грузии — Мтиулети.
В 1792 года по просьбе Амбросия его перевели на Манглисскую кафедру, со 2 декабря 1794 году митрополит Амвросий занимал Некресскую кафедру в сане митрополита.
С энтузиазом воспринял присоединение Картали-Кахетинского царства к Российской империи в 1801 году. Обращаясь к своей пастве, он говорил: «Силою Его Величества будут сокрушены наши враги, и мы навсегда будем избавлены от ига мусульманского; Грузия будет освобождена от уз адовых. Не рыдайте и не тоскуйте, ибо избавлена Грузия и пали враги наши персы».
Скончался в 1812 году. Погребен в Тбилисском Сиони.
Амбросий известен как искусный проповедник. Литературно обрабатывая свои проповеди, он рассылал их священникам, служащим в труднодоступных районах горной Грузии, где были сильны пережитки язычества. Проповеди, посвященные толкованию догматов православной Церкви, он выстраивал в стиле схоластической риторики школы Католикоса-Патриарха Антония II, чьим приверженцем он был. В проповедях общественно-публицистического характера Амбросий говорил о последствиях тяжелого политического состояния страны, раздорах феодальной знати, нищете народа, агрессии мусульманского мира, боролся с суевериями, нравственными изъянами общества. Избавление от этих недугов, по его утверждению, возможно только при соблюдении высоконравственных устоев христианской морали. Уцелевшая часть его проповедей впервые была издана в 1881 году М. Джанашвили.
Амбросий писал оды Католикосу-Патриарху Антонию II, царевичам Левану и Вахтангу, св. мч. Авиву Некресскому. Из других его произведений известны также 2 песнопения («О Христе», «О смерти»), короткие ямбические добавления к проповедям («О пророке Илии», «О воздвижении Св. Креста»), несколько стихов делового и автобиографического содержания, адресованных груз. царю Ираклию II и Католикосу-Патриарху Антонию II.